# Voo TANS Perú 222
O voo TANS Perú 222 foi um voo da TANS Perú, um Fokker F28 Fellowship-1000, que caiu no Cerro Coloque, perto de Chachapoyas, Peru, em 9 de janeiro de 2003, ao aproximar-se do Aeroporto de Chachapoyas. Nenhum dos 46 passageiros e tripulantes a bordo do Fokker F-28 sobreviveu ao acidente.